# Танков, Никита Вячеславович
Никита Вячеславович Танков (род. 29 сентября 1996, Новгород, Россия) — российский футболист, нападающий.

## Карьера
Воспитанник «Рубина». Выступал за молодёжную команду клуба. Профессиональную карьеру начал в 2016 году в смоленском «Днепре». Входил в число самых перспективных футболистов Второй лиги. В феврале 2019 года подписал контракт с клубом армянской Премьер-Лиги «Алашкерт». Дебютировал 17 марта в матче против «Арарата-Армении» (0:1), заменив на 79-й минуте Густаво Марментини. В составе «Алашкерта» становился чемпионом страны и обладателем национального Кубка. Участвуя в квалификации еврокубков, забил мяч в ворота клуба «Македония Джёрче Петров» в рамках Лиги Европы. 4 сентября 2022 года пополнил ряды клуба «Ядро». В дебютном матче против «Электрона» (4:1) отметился забитым мячом. 7 декабря 2022 перешёл в «Ленинградец». С 29 июня 2023 года защищает цвета петербургского «Динамо».

## Достижения
- Чемпион Армении: 2020/21
- Бронзовый призёр чемпионата Армении (2): 2019/20, 2021/22
- Обладатель Кубка Армении: 2018/19
- Финалист Кубка Армении: 2020/21
- Победитель 2-й группы Второй лиги России: 2022/23